# Nikolaus Barthelmess

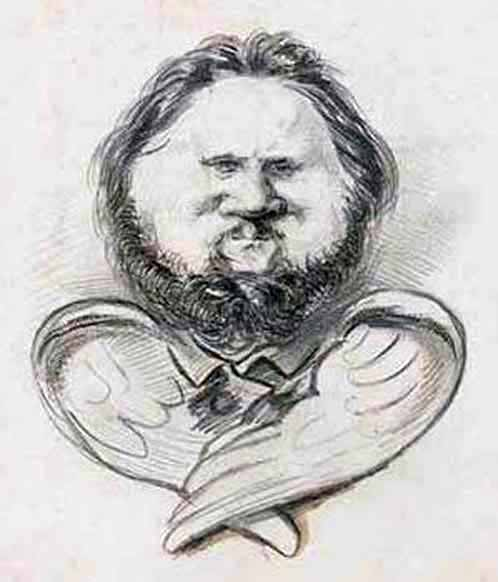
Nikolaus Barthelmess, Selbstporträt, um 1870

Nikolaus Georg Barthelmess (* 27. Juni 1829 in Erlangen; † 29. August 1889 in Düsseldorf) war ein deutscher Kupferstecher.

## Leben und Werk
Nikolaus Barthelmess’ Talent zum Zeichnen zeigte sich schon sehr früh und von seinen Eltern unterstützt, ging er 1851, nachdem er ab seinem 15. Lebensjahr die Anfänge seiner Kunst des Kupferstichs unter Carl Mayer in Nürnberg erlernt hatte, für ein Jahr an die Akademie der Bildenden Künste in München. Dort ließ er sich unter Julius Thaeter in der Cartonmanier ausbilden. Um nun auch die Linienmanier zu erlernen, zog er 1852 nach Düsseldorf und arbeitete vier Jahre unter der Leitung von Joseph von Keller. In Düsseldorf ließ er sich, nach einem Aufenthalt in Paris, dauernd nieder. Dort gebar seine Frau Maria, eine Schwester des Kupferstechers Rudolf Stang, 1862 den Sohn Rudolf, der später ein Porträtmaler wurde. 1874 zählte Barthelmess zu den Düsseldorfer Malern der Willingshäuser Malerkolonie. Im Frühjahr 1888 wurde er als Juror für die III. Internationale Kunstausstellung im Glaspalast München gerufen. Als Nikolaus Barthelmess nach einer siebenwöchigen Krankheit am 29. August 1889 starb, war sein letztes Blatt „Der schwarze Peter“ nach Benjamin Vautier nicht vollendet.
Als reproduzierender Kupferstecher erstellte Barthelmess im Lauf der Jahre eine Reihe von Kupfer- und Stahlstichen, meistens nach neueren Genrebildern, die von großer Gewandtheit in der Führung des Grabstichels zeugten und die Originale im Ausdruck wie in der Behandlung der Stoffe wiedergaben. Seine technisch versierten Stiche trugen wesentlich zur Verbreitung der Düsseldorfer Malerschule bei, denn zu dieser Zeit konnten Gemälde nur mit Stichen günstig reproduziert werden und so über wichtige Kunstströmungen informieren.
Einer seiner ersten Stiche war „Christus am Kreuz“ nach Joseph Kehren. Für „In der Kirche“ nach Vautier erhielt er 1867 im Pariser Salon die Goldene Medaille. Der Stahlstich „Der Feiertag“ nach einem Gemälde von August Siegert aus dem Jahr 1852 wurde laut Widmung 1867/1868 an die Mitglieder des Potsdamer Kunstvereins verschenkt.

## Ehrungen
1869 erhielt Barthelmess in München die große goldene Medaille, ebenso eine solche in Berlin, wo er 1874 zum Mitglied der Akademie der Künste ernannt wurde. In Brüssel erhielt er den belgischen Leopoldsorden und in Wien die große goldene Medaille.

## Werke (Auswahl)
- Christus am Kreuz, nach Joseph Kehren
- Der Feiertag, nach August Siegert, von 1852
- Der blinde Knabe, nach Hubert Salentin, von 1858
- In der Kirche, nach Benjamin Vautier, von 1858
- Die Predigt des Seekadetten, nach Henry Ritter, von 1852
- Die Spaziergänger vor dem Thor, nach Otto Schwerdgeburth
- Abend am Rhein, nach Christian Eduard Boettcher, von 1860
- Der Leichenschmaus, nach Benjamin Vautier, von 1863
- Salontiroler, nach Franz Defregger, von 1882